# Förintelsen i Ukraina

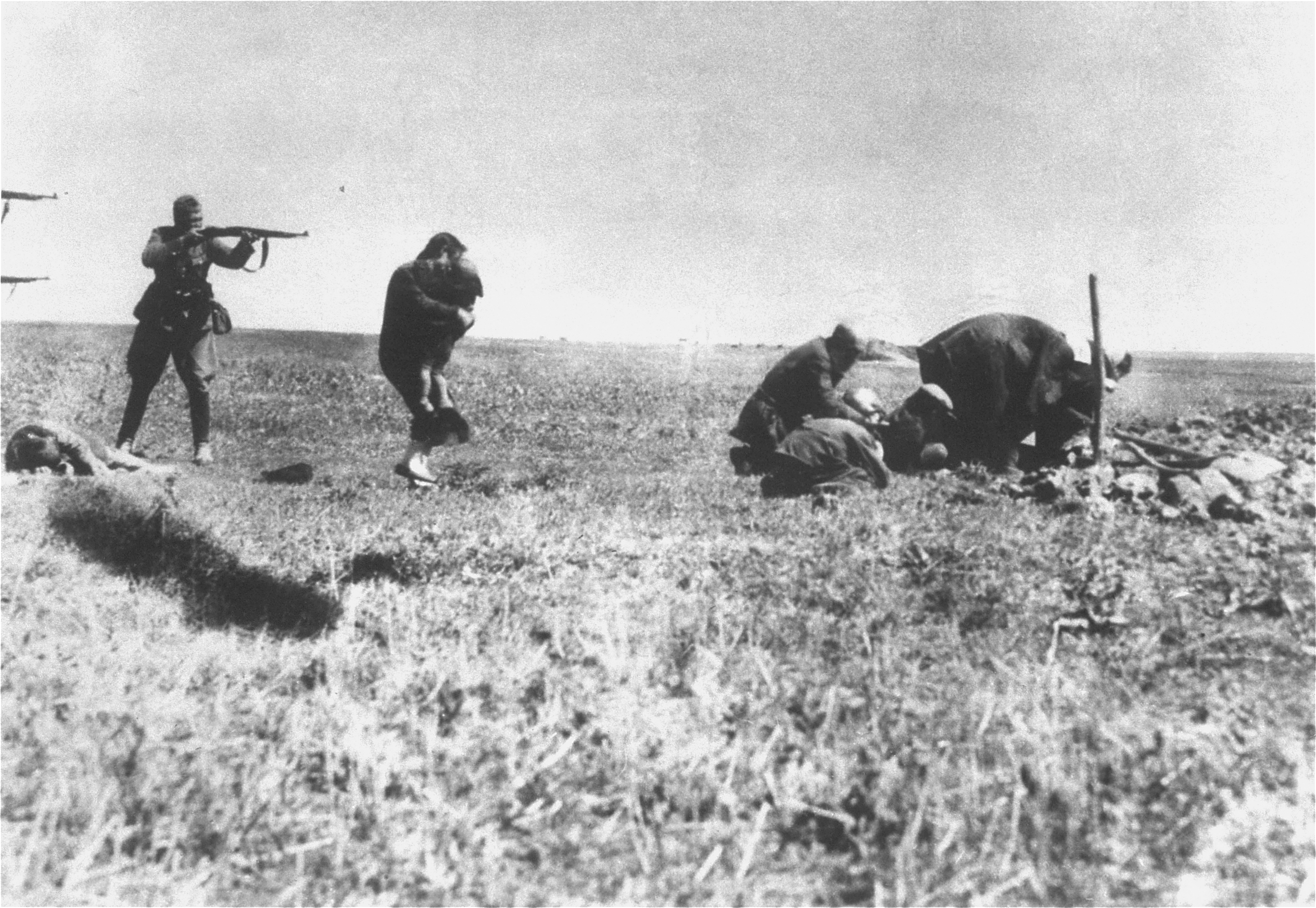
En soldat siktar på en kvinna och hennes barn i Ivanhorod år 1942.

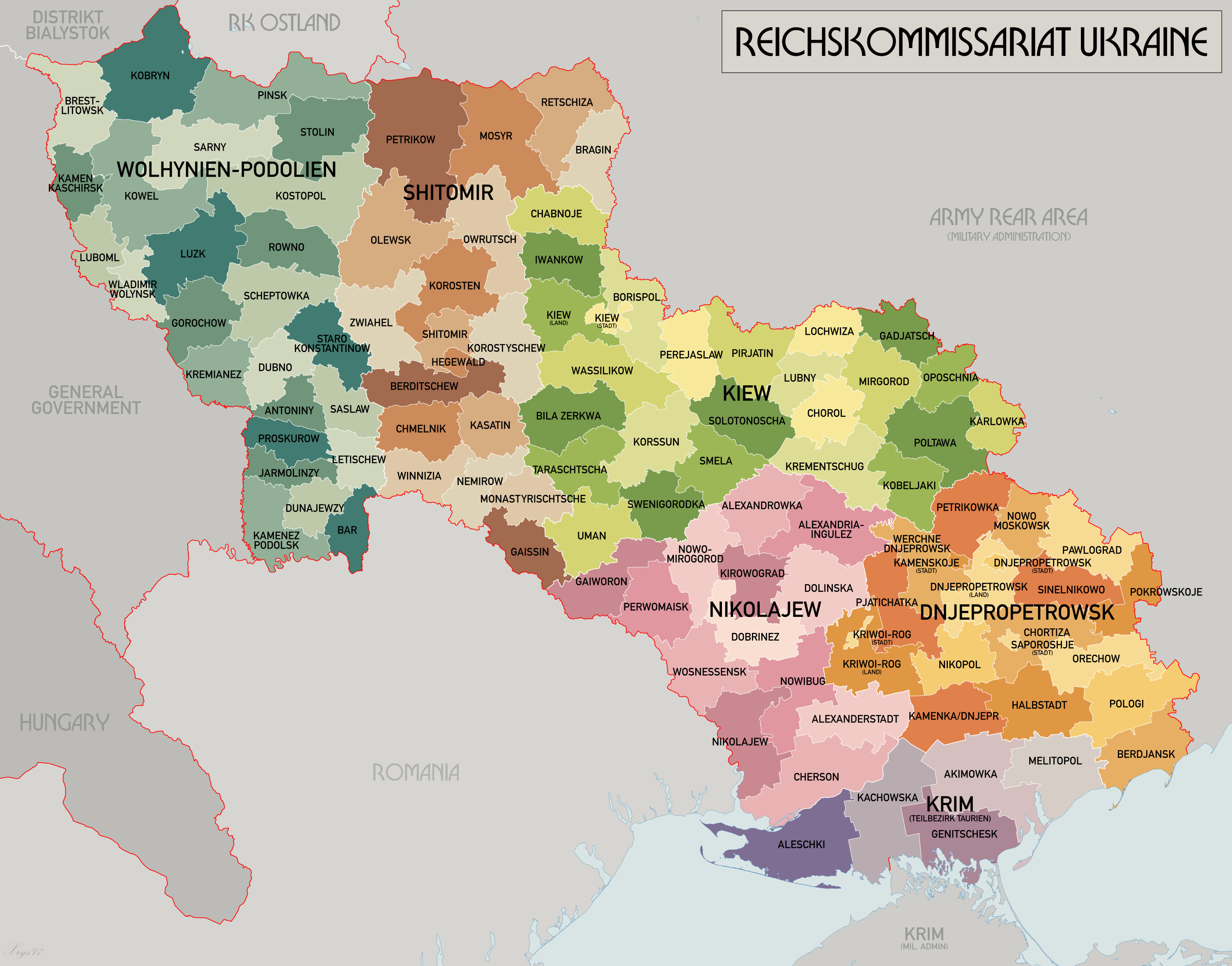
Karta över Reichskommissariat Ukraine som styrdes av Erich Koch. Rikskommissariatets område motsvarar i stort sett det territorium där Hans-Adolf Prützmann var Högre SS- och polischef.

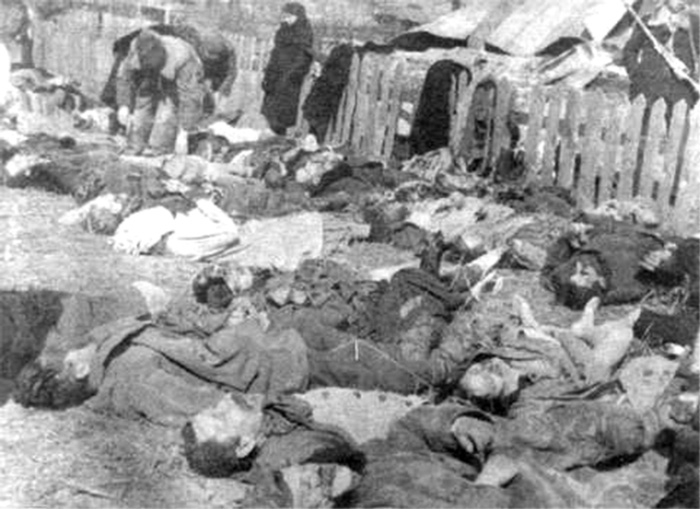
Mördade civila polacker i byn Lipniki i Volhynien den 26 mars 1943.

Förintelsen i Ukraina syftar på den fysiska utrotningen av judar, romer, politruker och andra, för den nazistiska ockupationsmakten, misshagliga personer i Ukraina från 1941 till 1945. Enligt beräkningar dödades mellan 850 000 och 900 000 judar och omkring 3 000 000 ukrainare och andra icke-judiska personer.

## Generalplan Ost
Tysklands Führer Adolf Hitler hade intentionen att förinta eller fördriva alla slaver och på så vis bereda livsrum åt etniska tyskar i de östliga territorierna.

## Historia
Den 22 juni 1941 inledde Tyskland Operation Barbarossa, angreppet på den tidigare bundsförvanten Sovjetunionen. Dagen därpå utnämndes Friedrich Jeckeln till Högre SS- och polischef (Höhere SS- und Polizeiführer, förkortat HSSPF) i södra Ryssland, vilket i huvudsak omfattade Ukraina. Jeckeln var bland annat ansvarig för massakrerna i Kamjanets-Podilskyj och Babij Jar.
Jeckelns efterträdare, Hans-Adolf Prützmann, tillträdde i november 1941 och var från den 29 oktober 1943 till den 18 september 1944 även Högste SS- och polischef (Höchste SS- und Polizeiführer, förkortat HöSSPF) i Ukraina. Mellan 1941 och 1944 beräknas cirka 3 000 000 ukrainare och andra icke-judar ha förintats i Ukraina. Antalet judiska offer beräknas uppgå till mellan 850 000 och 900 000. Andra historiker och forskare, till exempel Ray Brandon och Wendy Lower, menar, att omkring 1 500 000 ukrainska judar mördades. Förintelsen i Ukraina skedde i huvudsak genom massarkebuseringar. Den tyska ockupationsmakten var i Ukraina inte i stånd att uppföra stationära förintelseläger där offren kunde gasas ihjäl. Detta berodde på att fronten låg alltför nära. Det ukrainska järnvägsnätet var inte lämpat för omfattande transporter till redan befintliga förintelseläger i till exempel Generalguvernementet. Förintelsen i bland annat Ukraina har därför internationellt fått benämningen "The Holocaust by Bullets".
När Wehrmacht invaderade Ukraina i juni 1941 fanns det tusentals judar i landets västra delar; dessa judar hade flytt från Polen i samband med Nazitysklands invasion i september 1939. En del av de judar, som vid den här tiden befann sig på ukrainsk mark, lyckades att fly längre österut men de flesta spårades upp och dödades. I egenskap av SS- och polischef i Ukraina var Prützmann ansvarig för en rad massakrer på judar, slaver, romer, politiskt oliktänkande och partisaner. Einsatzgruppe C och D opererade i Ukraina och förövade där otaliga massmord på judar. Dessa Einsatzgruppen var mobila insatsstyrkor som svarade inför den lokale SS- och polischefen, i detta fall Prützmann, som var befullmäktigad med det operativa befälet över dessa. Emellanåt kunde dock enskilda enheter ur Einsatzgruppen stå under Wehrmachts befäl.
I november 1941 ägde ett omfattande massmord rum i Ukraina. Prützmann och chefen för Ordnungspolizei i Ukraina, Otto von Oelhafen, organiserade mordet på den judiska befolkningen i Rivne. Den 7 och 8 november sköt tre enheter ur Ordnungspolizei och en enhet ur Einsatzkommando 5 (Einsatzgruppe C) ihjäl drygt 17 000 judar i Sosenki-skogen utanför Rivne.
I augusti 1941 hade en annan Högre SS- och polischef anlänt till Ukraina. Gerret Korsemann hade utsetts till "HSSPF Kaukasien" och i väntan på att detta område skulle erövras av de tyska trupperna tog Korsemann i januari 1942 och ett halvår framåt över Prützmanns ansvar för de militärt ockuperade territorierna i Ukraina. Korsemanns tjänstetitel var HSSPF z.b.V. (zur besonderen Verwendung, "För särskilda ändamål"). Prützmann förde befälet över de civiladministrerade områdena, vilket innebar att han drogs in i en maktkamp med rikskommissarien i Rikskommissariatet Ukraina, Erich Koch. Koch, som hade ett förlutet i SA, förbjöd Prützmann att lyda order från SS och Reichsführer-SS Heinrich Himmler. Koch ansåg att han själv var enväldig härskare i Ukraina och att han endast behövde svara inför Hitler. Detta hindrade dock inte andra personer i den nazistiska hierarkin att beklaga sig inför Hitler. I december 1941 uttryckte Alfred Rosenberg, riksminister för de erövrade östliga områdena, vid ett samtal med Hitler sitt ogillande beträffande Kochs självsvåldiga styre i Ukraina. Prützmann försökte resonera med Koch men bemöttes endast med förakt.
Mellan augusti och november 1942 organiserade Prützmann massmord på judar i Volhynien, Ukraina, södra Ryssland och i distriktet Białystok. Himmler rapporterade om detta till Hitler den 29 december 1942 och redogjorde för denne att 363 211 judar hade avrättats. Ukrainska nationalister reste sig mot den nazityska ockupationsmakten i Ukraina, men emellanåt kollaborerade de med nazisterna. OUN:s, Organisationen för ukrainska nationalister, militära gren, UPA, begick, med Prützmanns goda minne, massmord på etniska polacker i Volhynien år 1943. UPA genomförde en etnisk rensning av polacker i Volhynien och Ukraina i hoppfull väntan på en självständig ukrainsk stat. Det var Stepan Banderas, OUN:s ordförande, uttryckliga önskan att samtliga icke-ukrainare skulle rensas ut. I juli 1943 förövade UPA massakrer i 167 byar. Sammanlagt beräknas UPA under åren 1943 och 1944 ha mördat mellan 50 000 och 60 000 civilpersoner.
Under Prützmanns tid som Högre SS- och polischef i Ukraina stängdes ett flertal ukrainska getton, och dess invånare mördades. Ett av många exempel är gettot i Mizotj, som då var beläget i Rikskommissariatet Ukraina. I mitten av oktober 1942 fördes omkring 1 700 judar, varav många var kvinnor och barn, till en ravin utanför Rivne och sköts ihjäl av enheter ur Einsatzgruppe C samt ukrainska kollaboratörer. En serie fotografier existerar från massakern; de visar bland annat hur kvinnor och barn tätt intill varandra väntar på att arkebuseras och hur tyska polismän delar ut nådaskott åt dem som inte omedelbart har dött.